# Super League XX
Die Super League XX (aus Sponsoringgründen auch als First Utility Super League XX bezeichnet) war im Jahr 2015 die zwanzigste Saison der Super League in der Sportart Rugby League. In ihr wurde ein verändertes Playoffsystem, die Super-8-Playoffs, eingeführt. Die Leeds Rhinos gewannen sowohl die reguläre Saison als auch die Super-8-Playoffs. Im Grand Final gewannen sie 22:20 gegen St Helens und gewannen damit die Super League zum siebten Mal.

## Tabelle
|     | Team                       | Spiele | Siege | Unent. | Ndlg. | Spiel- punkte | Diff. | Tabellen- punkte |
| --- | -------------------------- | ------ | ----- | ------ | ----- | ------------- | ----- | ---------------- |
| 01. | Leeds Rhinos               | 23     | 16    | 1      | 6     | 758:477       | + 281 | 33               |
| 02. | St Helens                  | 23     | 16    | 0      | 7     | 598:436       | + 162 | 32               |
| 03. | Wigan Warriors             | 23     | 15    | 1      | 7     | 589:413       | + 176 | 31               |
| 04. | Huddersfield Giants        | 23     | 13    | 2      | 8     | 538:394       | + 144 | 28               |
| 05. | Castleford Tigers          | 23     | 13    | 0      | 10    | 547:505       | + 42  | 26               |
| 06. | Warrington Wolves          | 23     | 12    | 0      | 11    | 552:456       | + 96  | 24               |
| 07. | Hull FC                    | 23     | 11    | 0      | 12    | 452:484       | − 32  | 22               |
| 08. | Dragons Catalans           | 23     | 9     | 2      | 12    | 561:574       | − 13  | 20               |
| 09. | Widnes Vikings             | 23     | 9     | 1      | 13    | 518:565       | − 47  | 19               |
| 10. | Hull Kingston Rovers       | 23     | 9     | 0      | 14    | 534:646       | − 112 | 18               |
| 11. | Salford Red Devils         | 23     | 8     | 1      | 14    | 447:617       | − 170 | 17               |
| 12. | Wakefield Trinity Wildcats | 23     | 3     | 0      | 20    | 402:929       | − 527 | 6                |

## Super-8-Playoffs
Bei den Super-8-Playoffs werden die Punkte der vorherigen Runde mitgenommen.
|     | Team                | Spiele | Siege | Unent. | Ndlg. | Spiel- punkte | Diff. | Tabellen- punkte |
| --- | ------------------- | ------ | ----- | ------ | ----- | ------------- | ----- | ---------------- |
| 01. | Leeds Rhinos        | 30     | 20    | 1      | 9     | 944:650       | + 294 | 41               |
| 02. | Wigan Warriors      | 30     | 20    | 1      | 9     | 798:530       | + 268 | 41               |
| 03. | Huddersfield Giants | 30     | 18    | 2      | 10    | 750:534       | + 216 | 38               |
| 04. | St Helens           | 30     | 19    | 0      | 11    | 766:624       | + 142 | 38               |
| 05. | Castleford Tigers   | 30     | 16    | 0      | 14    | 731:746       | − 15  | 32               |
| 06. | Warrington Wolves   | 30     | 15    | 0      | 15    | 714:636       | + 78  | 30               |
| 07. | Dragons Catalans    | 30     | 13    | 2      | 15    | 739:770       | − 31  | 28               |
| 08. | Hull FC             | 30     | 12    | 0      | 18    | 620:716       | − 96  | 24               |

### Meisterschaftsplayoffs

#### Halbfinale
| 1. Oktober 20:00 | Wigan Warriors | 32 : 8         | Huddersfield Giants                                                        | DW Stadium, Wigan Zuschauer: 10.035 Schiedsrichter: Ben Thaler |
| 1. Oktober 20:00 | Versuche: Flower 6. erh. Bateman 35. n.erh., 55. erh. Manfredi 50. erh. Clubb 80. erh. Erhöhungen: Bowen (4/5) Straftritte: Bowen 17., 65. | (12:2) Bericht | Versuche: Ferres 68. erh. Erhöhungen: Brough (1/1) Straftritte: Brough 40. | DW Stadium, Wigan Zuschauer: 10.035 Schiedsrichter: Ben Thaler |

| 2. Oktober 20:00 | Leeds Rhinos | 20 : 13       | St Helens | Headingley Carnegie Stadium, Leeds Zuschauer: 17.192 Schiedsrichter: Robert Hicks |
| 2. Oktober 20:00 | Versuche: Hardaker 21. erh. Hall 68. erh. Watkins 79. erh. Erhöhungen: Sinfield (3/3) Straftritte: Sinfield 27. | (8:9) Bericht | Versuche: Roby 5. erh. Percival 59. n.erh. Erhöhungen: Walsh (1/2) Straftritte: Walsh 17. Dropgoals: Walsh 39. | Headingley Carnegie Stadium, Leeds Zuschauer: 17.192 Schiedsrichter: Robert Hicks |

#### Grand Final
| 10. Oktober 18:00 | Leeds Rhinos                                                                                    | 22 : 20        | Wigan Warriors                                                                                                  | Old Trafford, Manchester Zuschauer: 73.512 Schiedsrichter: Ben Thaler |
| 10. Oktober 18:00 | Versuche: McGuire 7. erh., 35. erh. Moon 28. n.erh. Walters 64. erh. Erhöhungen: Sinfield (3/4) | (16:6) Bericht | Versuche: Burgess 4. erh. Manfredi 46. erh. Bowen 49. erh. Erhöhungen: Bowen (3/3) Straftritte: Bowen (1/1) 62. | Old Trafford, Manchester Zuschauer: 73.512 Schiedsrichter: Ben Thaler |

| 1                  | Zak Hardaker     |
| 2                  | Tom Briscoe      |
| 3                  | Kallum Watkins   |
| 4                  | Joel Moon        |
| 5                  | Ryan Hall        |
| 13                 | Kevin Sinfield   |
| 6                  | Danny McGuire    |
| 30                 | Mitch Garbutt    |
| 7                  | Rob Burrow       |
| 10                 | Jamie Peacock    |
| 15                 | Brett Delaney    |
| 12                 | Carl Ablett      |
| 19                 | Brad Singleton   |
| Auswechselspieler: |                  |
| 8                  | Kylie Leuluai    |
| 17                 | Adam Cuthbertson |
| 20                 | Jimmy Keinhorst  |
| 21                 | Josh Walters     |

| 1                  | Matthew Bowen    |
| 22                 | Dominic Manfredi |
| 14                 | John Bateman     |
| 35                 | Oliver Gildart   |
| 5                  | Joe Burgess      |
| 6                  | George Williams  |
| 7                  | Matty Smith      |
| 8                  | Dominic Crosby   |
| 9                  | Mike McIlorum    |
| 10                 | Ben Flower       |
| 11                 | Joel Tomkins     |
| 12                 | Liam Farrell     |
| 13                 | Sean O’Loughlin  |
| Auswechselspieler: |                  |
| 16                 | Sam Powell       |
| 17                 | Tony Clubb       |
| 23                 | Lee Mossop       |
| 25                 | Larne Patrick    |

## Super-8-Qualifikationsturnier
|     | Team                       | Spiele | Siege | Unent. | Ndlg. | Spiel- punkte | Diff. | Tabellen- punkte |
| --- | -------------------------- | ------ | ----- | ------ | ----- | ------------- | ----- | ---------------- |
| 01. | Hull Kingston Rovers       | 7      | 7     | 0      | 0     | 234:118       | + 116 | 14               |
| 02. | Widnes Vikings             | 7      | 5     | 0      | 2     | 232:70        | + 162 | 10               |
| 03. | Salford Red Devils         | 7      | 5     | 0      | 2     | 239:203       | + 36  | 10               |
| 04. | Wakefield Trinity Wildcats | 7      | 3     | 0      | 4     | 153:170       | − 17  | 6                |
| 05. | Bradford Bulls             | 7      | 3     | 0      | 4     | 167:240       | − 73  | 6                |
| 06. | Halifax                    | 7      | 2     | 0      | 5     | 162:186       | − 24  | 4                |
| 07. | Sheffield Eagles           | 7      | 2     | 0      | 5     | 152:267       | − 115 | 4                |
| 08. | Leigh Centurions           | 7      | 1     | 0      | 6     | 146:231       | − 85  | 2                |

### Million Pound Game
| 3. Oktober 14:50 | Wakefield Trinity Wildcats                                                                              | 24 : 16 | Bradford Bulls                                                                        | Rapid Solicitors Stadium, Wakefield Schiedsrichter: Richard Silverwood |
| 3. Oktober 14:50 | Versuche: Kirmond 15. erh. Mullally 44. erh. Washbrook 61. erh. Moore 80. erh. Erhöhungen: Tansey (4/4) | (6:0)   | Versuche: Williams 50. erh. Blythe 54. n.erh. Purtell 65. erh. Erhöhungen: Addy (2/3) | Rapid Solicitors Stadium, Wakefield Schiedsrichter: Richard Silverwood |